# Дерихвіст мадагаскарський
Дерихвіст мадагаскарський (Glareola ocularis) — вид сивкоподібних птахів родини дерихвостових (Glareolidae).

## Поширення
Вид поширений на Мадагаскарі. Гніздовий ареал лежить майже на всій території острова, крім південно-західної частини. У позашлюбний період (травень-серпень) птах мігрує до Східної Африки, де він знаходиться вздовж узбережжя між Сомалі та Мозамбіком. Мешкає у субтропічних або тропічних вологих або затоплюваних низовинних пасовищах, долинах річок, вздовж прісноводних озер, на болотах.

## Опис
Птах завдовжки 23–25 см і вагою 82–103 г. Верх темно-оливково-коричневий, лоб темно-шоколадно-коричневий, верх голови та вушні покриви чорнуваті, основа дзьоба червонувата. Смуга під очима біла, нижня область грудей каштанового кольору, черево брудно-біле. Хвіст трохи роздвоєний.

## Спосіб життя
Живиться комахами, на яких полює в польоті. Сезон розмноження припадає на період між вереснем та березнем. Гніздиться на скелястих берегах річок. 